# Måneillusionen
Måneillusionen er det påfaldende fænomen at (fuld)månen synes langt større når den står tæt ved horisonten end når den står højt på himlen. Mange forklaringer på fænomenet er fremsat.
Bogen Bad Astronomy fremfører, at det skyldes, at øjet opfatter månen i horisonten som værende tættere end månen i zenit.
Når man betragter himmelhvælvingen, synes den at være formet som en dyb tallerken, og ikke som en halv kugle. Står man under en dyb tallerken, er der kortere til tallerkenen lodret end til kanten af den. Betragter man et objekt, som øjet fornemmer er langt væk, og derefter et objekt på nøjagtig samme størrelse, som øjet fornemmer er tættere på, vil hjernen opfatte det fjerne objekt som større.